# نهر سانكورو

نهر سانكورو، باللون الأحمر.

نهر سانكورو هو نهر رئيسي في جمهورية الكونغو الديمقراطية. طوله التقريبي 1200 كم، مما يجعل منه أطول روافد نهر كاساي.